# 巴拿馬帽

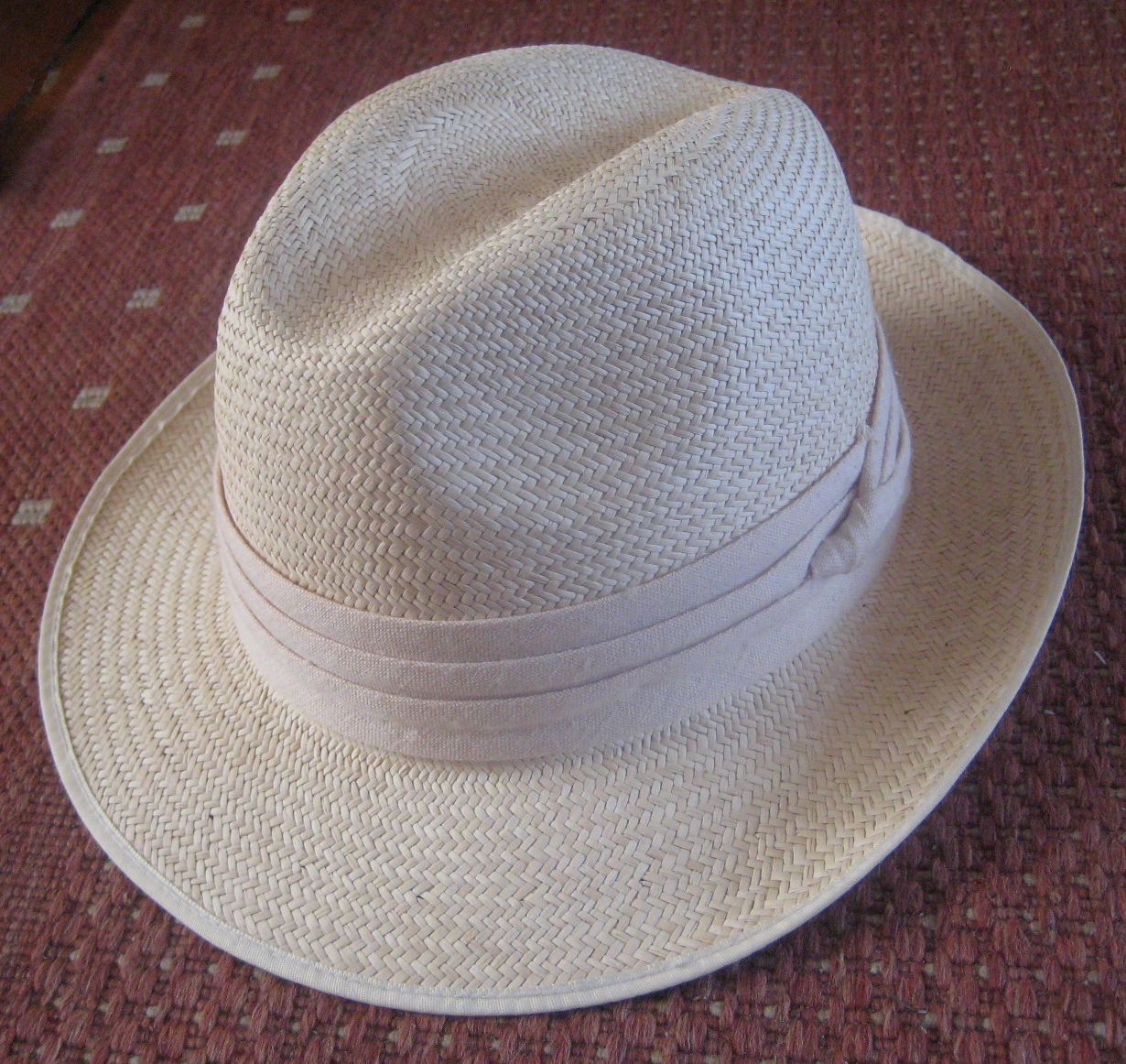
巴拿馬帽

巴拿馬帽（Panama hat）是一種使用巴拿馬草的葉子製作的帽子。巴拿馬帽並非起源自巴拿馬，而是起源自厄瓜多。巴拿馬帽為何名為巴拿馬仍不得而知，牛津英語詞典中的說法是因為「1904年美國總統西奧多·羅斯福訪問巴拿馬運河時曾戴過這種帽子，因而普及」。
巴拿馬帽會因其編織葉子的品質及細度影響帽子的韌性及柔軟度，編織細密度越高花費的工時較長，通常價格也就越貴，有些高級的帽子販售時還會附贈收納的木盒。